# Toronto Star
Toronto Star är en dagstidning i Kanada. Den startades 1892 som Evening Star, och bytte sedan namn till Toronto Daily Star, innan namnet Toronto Star antogs 1971.

### Fotnoter
1. ↑  ”Toronto Star endorses the NDP”. Toronto Star. 30 april 2011. http://www.thestar.com/opinion/editorials/article/983376--toronto-star-endorses-the-ndp. Läst 30 april 2011.
2. ↑  ”But vote strategically”. Toronto Star. 30 november 2011. Arkiverad från originalet den 24 januari 2013. https://web.archive.org/web/20130124194035/http://www.thestar.com/opinion/editorialopinion/article/983380. Läst 30 april 2011.
3. ↑  ”World Newspapers and Magazines: Canada”. Worldpress.org. 2007. http://www.worldpress.org/newspapers/AMERICAS/Canada.cfm. Läst 2 november 2007.
4. ↑  ”Star's choice: Dion, Liberals”. Toronto Star. 11 oktober 2008. http://www.thestar.com/FederalElection/article/515895. Läst 12 oktober 2008.